# Mads Mensah Larsen
Mads Mensah Larsen (Holbæk, 1991. augusztus 12. –) olimpiai és világbajnok dán válogatott kézilabdázó, a német SG Flensburg-Handewitt játékosa.
Édesapja ghánai, édesanyja dán.

## Pályafutása
Larsen szülővárosában, Holbækben kezdett kézilabdázni, fiatalon játszott néhány alacsony ligás dán csapatban, az AG Københavnnal lett első osztályú játékos. Ezzel a csapattal nyert először dán bajnokságot 2012-ben, és ugyanebben az évben a Bajnokok Ligája Final Fourba jutott. 2013-ban az Aalborg Håndbold csapat színeiben is bajnok lett. 2014-től a német Rhein-Neckar Löwen játékosa, részese volt a csapat történetének első német bajnoki címének, és első Német kupájának megnyerésében.
Tagja volt a dán utánpótlásválogatottaknak is, a dán junior csapattal a 2011-es Európa-bajnokságon ezüstérmet nyert, és a torna legjobb irányítójának választották. A felnőtt dán válogatottban 2011-ben mutatkozhatott be, első világversenye a 2013-as világbajnokság volt, amelyen ezüstérmet szerzett a nemzeti csapat tagjaként. A 2014-es Dániában rendezett kontintensviadalon újabb ezüstérmet szerzett. 2016-ban Rioban élete első olimpiáján pályára lépett a dán csapat tagjaként, amely megnyerte a tornát. 2019-ben és 2021-ben világbajnok lett, a 2021-re halasztott riói olimpián pedig ezüstérmes.

## Sikerei
- Olimpia győztese: 2016
  - ezüstérmes: 2020
- Világbajnokság győztese: 2019, 2021, 2023, 2025
  - ezüstérmes: 2013
- Európa-bajnokság ezüstérmese: 2014, 2024,
  - bronzérmes: 2022
- Dán bajnokság győztese: 2012, 2013
- Német bajnokság győztese: 2016, 2017
- Német kupa győztese: 2018